# Sobrecastiello
Sobrecastiello (en asturiano y oficialmente Sobrecastiellu) es una parroquia del concejo de Caso, en el Principado de Asturias. Tiene una población de 469 habitantes (INE 2006) repartidos en 307 viviendas y 89,05 km². Está situado a 7 km de la capital del concejo, Campo de Caso.
Podría tomar su nombre de la presencia de un antiguo castro (castiellu) celta.

## Pueblos
- Belerda
- Bezanes
- La Foz
- Pendones
- Sotu

La fiesta de la parroquia es la de San Salvador que se celebra el 6 de agosto, o el fin de semana anterior o posterior al mismo, durante tres días en el pueblo de Bezanes. Es conocida por su ya tradicional carrera de Madreñes y su emocionante partido de solteros contra casados.
Otras fiestas de interés en la parroquia son San José en Soto (hacia el 19 de marzo), La Magdalena en Pendones (el 22 de julio), San Antonio en Bezanes (hacia el 13 de junio), San Pedro en La Foz o La Ascensión en Belerda. 

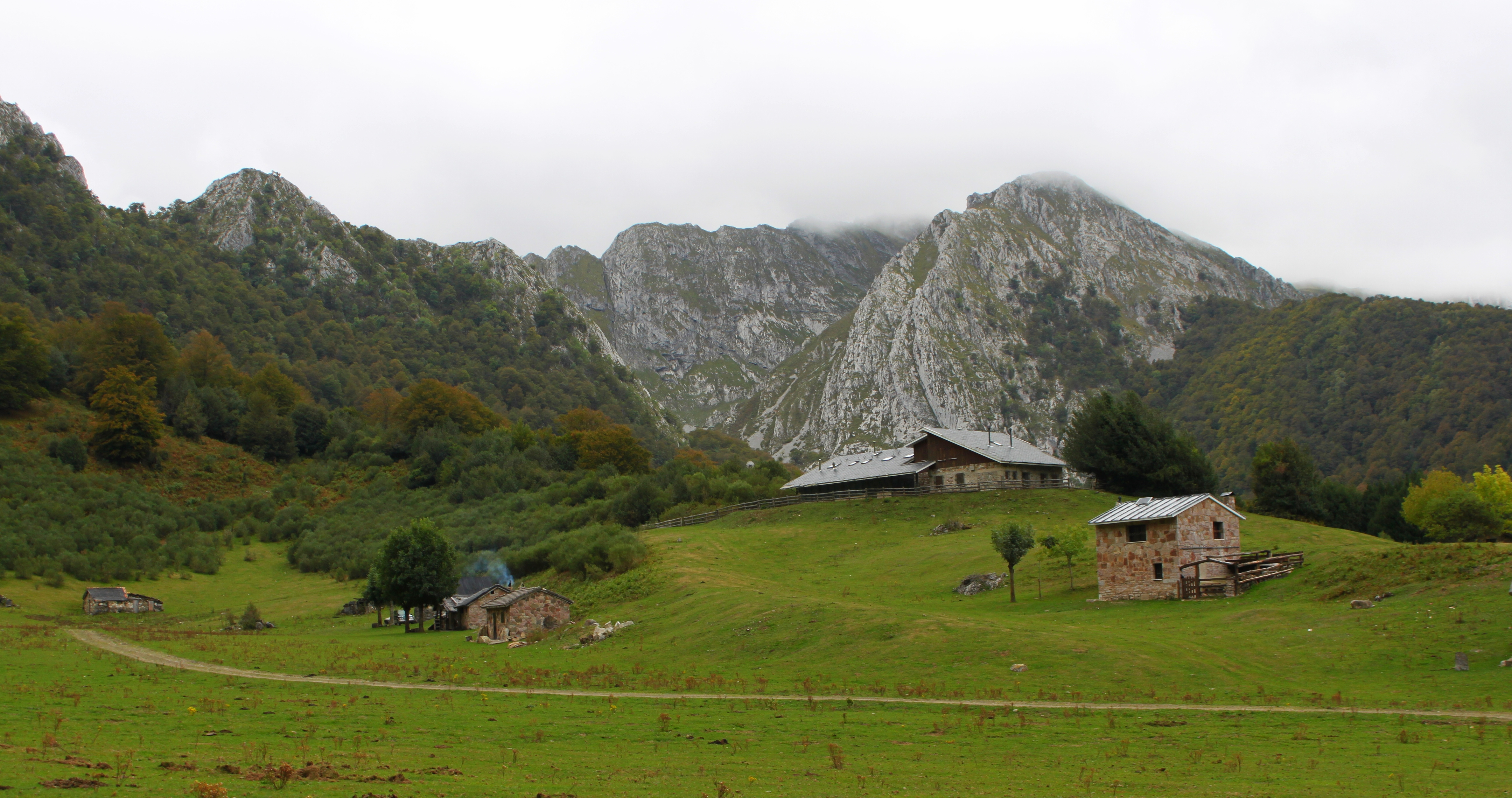
Brañagallones, vega de pastos de alta montaña perteneciente a la parroquia de Sobrecastiellu

- Datos: Q5195526
- Multimedia: Sobrecastiellu / Q5195526

1. ↑  «Expediente con los topónimos oficiales de Caso». BOPA. Gobierno del Principado de Asturias.